# Điều khoản dù trở ngại thế nào chăng nữa
Bản mẫu:Luật hợp đồng
Điều khoản dù trở ngại thế nào chăng nữa là một điều khoản trong một số hợp đồng, thông thường là các hợp đồng cho thuê tài sản, trong đó quy định các khoản thanh toán phải được thực thi liên tục theo đúng kỳ hạn, không phụ thuộc vào bất kỳ trở ngại nào mà bên thanh toán có thể gặp phải (thông thường có liên quan tới việc sử dụng, vận hành tài sản đã thuê). Điều khoản này thông thường tạo thành một phần trong bảo lãnh của công ty mẹ. 

## Ví dụ
Dưới đây là ví dụ về điều khoản dù trở ngại thế nào chăng nữa.
"Các bổn phận của bên X theo Điều ABC (Thanh toán) là các bổn phận tuyệt đối và tối cao để thực hiện, và bên X sẽ đảm bảo cho bên Y đối với bất kỳ tổn thất hoặc thiệt hại nào phát sinh từ việc không thực thi các bổn phận này, không phụ thuộc vào việc trách nhiệm pháp lý cơ bản theo hợp đồng của bên X hay bất kỳ cá nhân, pháp nhân nào có liên quan tới Điều ABC có thể bị hạn chế bởi Điều KML (Bất khả kháng) hay bởi các quy định pháp lý khác về việc không thực hiện hoặc không thể thực hiện hay không."